# Graphicomassa
Graphicomassa is een geslacht van weekdieren uit de klasse van de Gastropoda (slakken).

## Soorten
- Graphicomassa adiostina (Duclos, 1840)
- Graphicomassa ligula (Duclos, 1840)
- Graphicomassa margarita (Reeve, 1859)

Niet geaccepteerde naam:
- Graphicomassa albina, synoniem van Graphicomassa ligula